# Décadas de Herrera

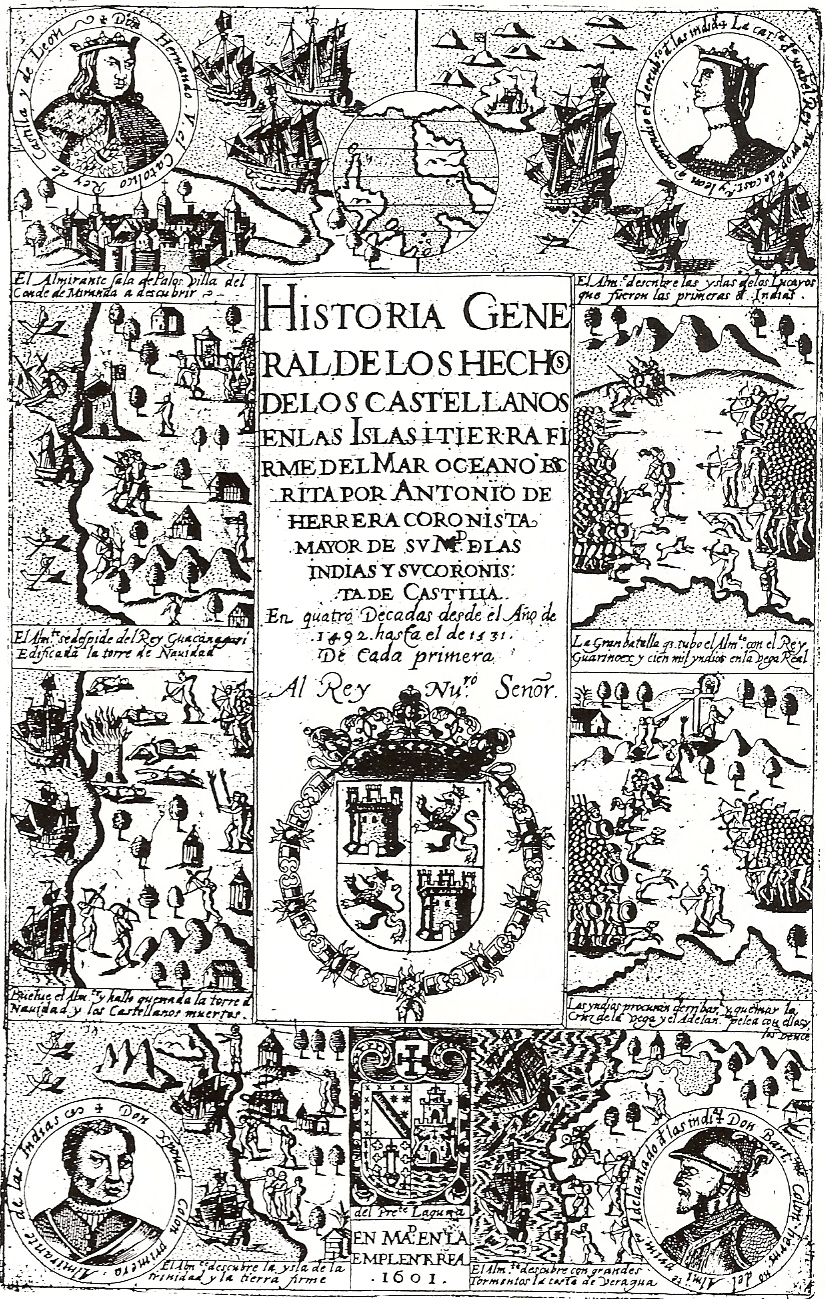
Portada de la Década Primera.

La Historia general de los hechos de los castellanos en las Islas y Tierra Firme del mar Océano que llaman Indias Occidentales, conocida también como las Décadas de Herrera, es una obra histórica escrita por Antonio de Herrera y Tordesillas, cronista mayor de los reyes Felipe II y Felipe III de España, y cronista de las Indias, publicada en Madrid entre 1601 y 1615 en las imprentas de Juan Flamenco y Juan de la Cuesta en cuatro volúmenes.

## Contenido
Se trata de la historia escrita más completa de América, y como desvela su nombre, la obra se centra en narrar los acontecimientos vividos por los conquistadores españoles durante la Conquista, más allá del medio natural, del que ya se había ocupado en su Descripción, y por encima del mundo indígena, que considera tratado en las obras de Las Casas, Sahagún, Olmos o Mendieta, pues se trata de una historia de hechos y no de cosas. Tampoco se trata de una historia cuyo objetivo primordial fuera comprender y valorar lo sucedido, sino que fundamentalmente es descriptiva, dejando los juicios personales a un lado, narrando los sucesos y acontecimientos cuyo protagonismo se halla en los castellanos.
Las portadas están grabadas, haciendo alusión a templos, caciques y otros aspectos de América, así como las efigies de algunos conquistadores españoles, entre ellos sus paisanos Diego Velázquez de Cuéllar, Juan de Grijalva o el capitán Gabriel de Rojas y Córdova, constituyendo los retratos una verdadera colección de los rostros más famosos que intervinieron en la conquista, siendo en muchos casos únicos, aspecto por el que obtienen una excepcionalidad especial. 
Las Décadas están consideradas una obra sin influencia, pues el autor no vivió las experiencias que describe, pretendiendo acercarlas al lector a través de las crónicas y toda la documentación oficial que por su cargo tuvo a su alcance, siendo así la primera historia de América que utilizó todas las fuentes históricas disponibles y llegó a constituirse en la primera Historia general de las Indias.
La obra fue tan monumental que, Antonio de Solís, quien sucedió a Herrera en el cargo de cronista, no se sintió con fuerzas para proseguir el trabajo. El único que lo intentó sin mucho éxito fue otro cronista, Pedro Fernández del Pulgar, con buena voluntad y tesón, pero con un resultado desalentador, pues su manuscrito permanece inédito en la actualidad.
Las Décadas tuvieron un éxito abrumador al tiempo de publicarse, y en pocos años se habían traducido al latín, al francés y al alemán, pasando después al holandés y al inglés, contando una veintena de nuevas ediciones, la última en 1991 a cargo de la Universidad Complutense de Madrid, sustituyendo a una anterior de la Real Academia de la Historia.

## Ediciones

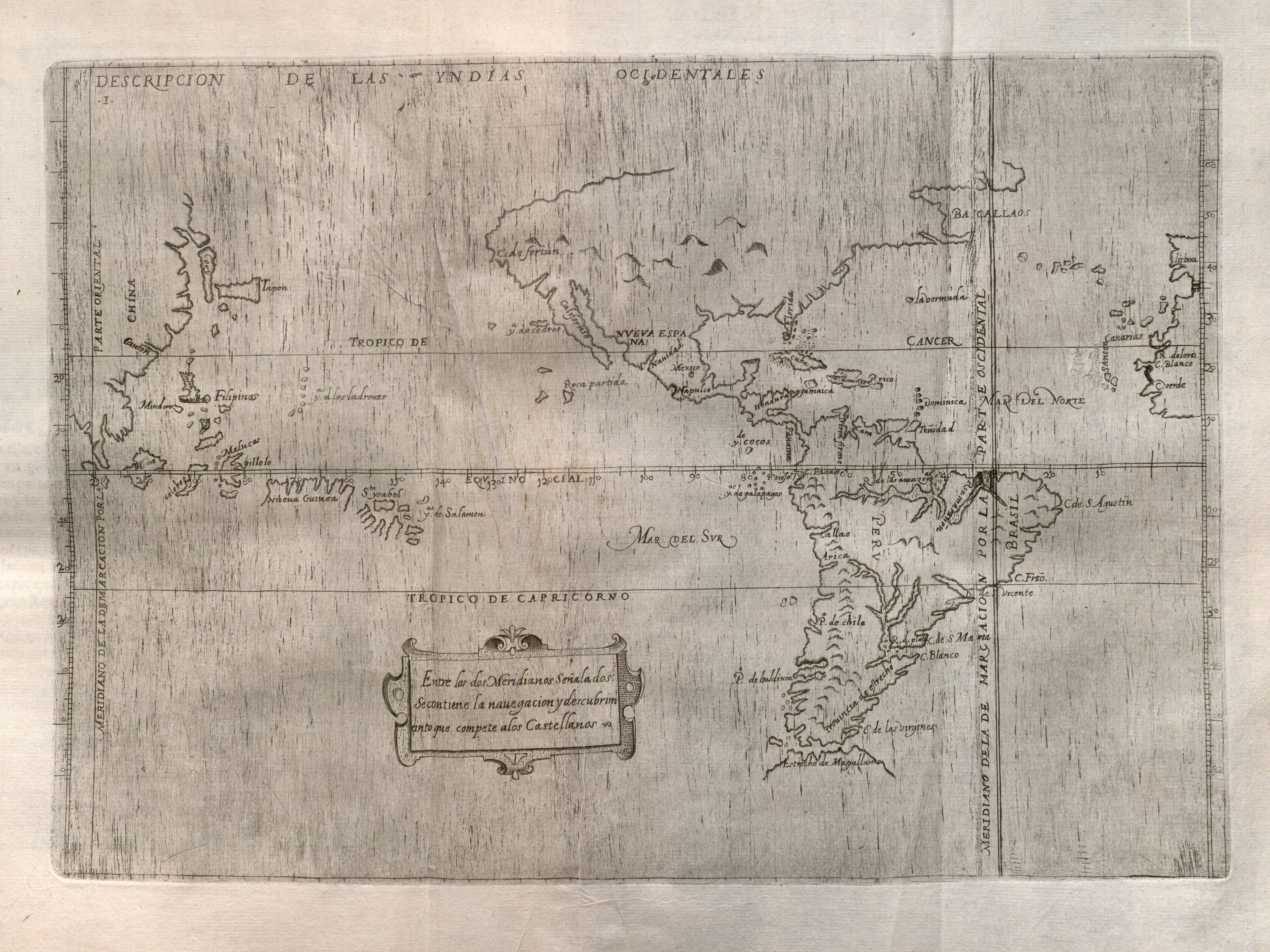
Mapa Descripcion de las Yndias Ocidentales de Décadas, 1601

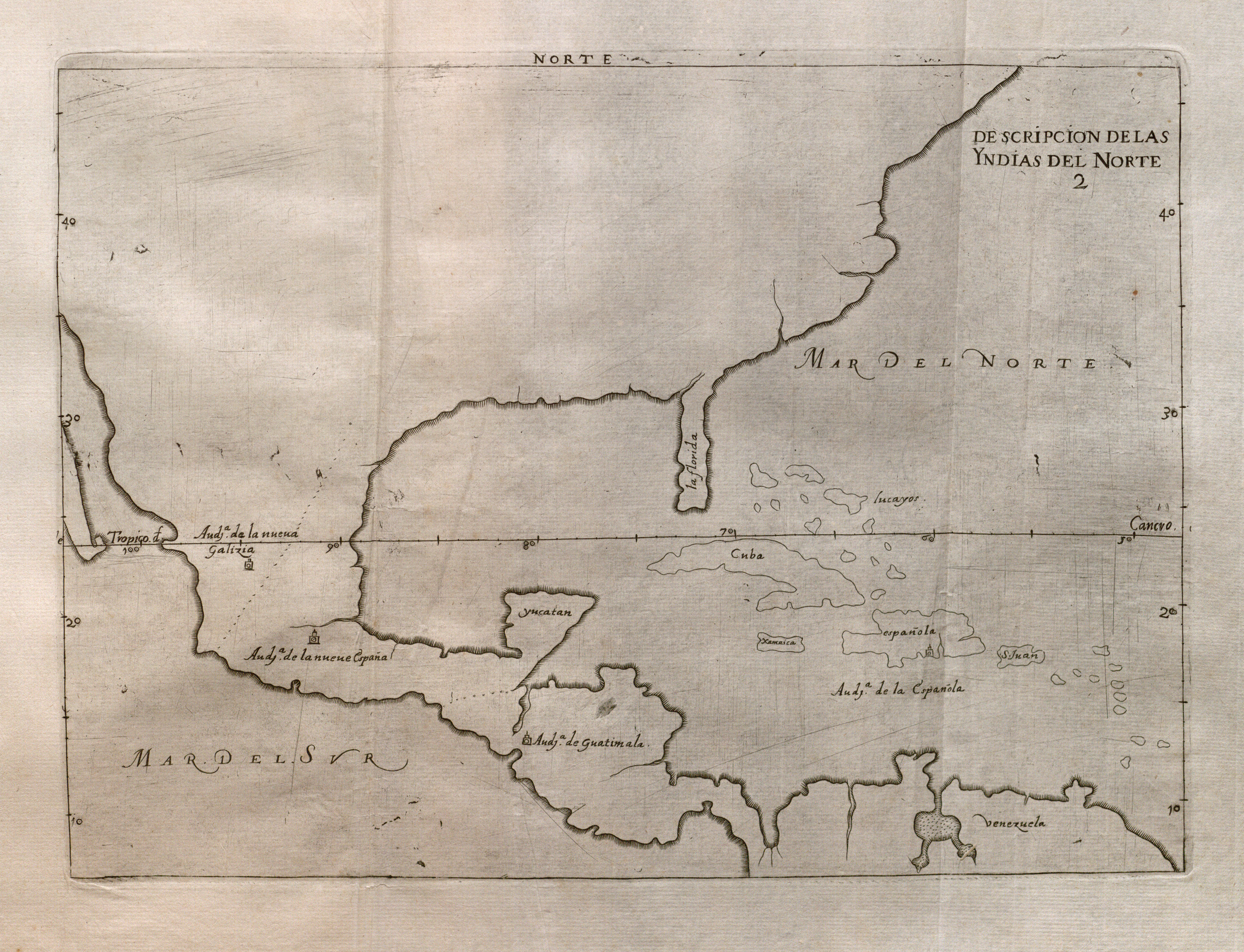
Mapa Descripcion de las Yndias del Norte de Décadas, 1601

| Ediciones impresas de las Décadas de Herrera | Ediciones impresas de las Décadas de Herrera | Ediciones impresas de las Décadas de Herrera | Ediciones impresas de las Décadas de Herrera |                                    |
| -------------------------------------------- | -------------------------------------------- | -------------------------------------------- | -------------------------------------------- | ---------------------------------- |
| Año                                          | Ciudad                                       | Idioma                                       | Editor / Traductor                           | Comentarios                        |
| 1601-15                                      | Madrid                                       | Castellano                                   | Antonio de Herrera y Tordesillas             | Primera edición                    |
| 1622                                         | Ámsterdam                                    | Latín                                        |                                              |                                    |
| 1622                                         | Ámsterdam                                    | Francés                                      | Michel Colin                                 |                                    |
| 1623                                         | Ámsterdam                                    | Latín                                        |                                              |                                    |
| 1623                                         | Fráncfort                                    | Alemán                                       | L. Hulsius                                   |                                    |
| 1624                                         | Fráncfort                                    | Latín                                        |                                              |                                    |
| 1660                                         | París                                        | Francés                                      | N. de la Coste                               |                                    |
| 1671                                         | París                                        | Francés                                      | N. de la Coste                               |                                    |
| 1706                                         | Leyden                                       | Holandés                                     |                                              |                                    |
| 1724                                         | Londres                                      | Inglés                                       |                                              |                                    |
| 1725-26                                      | Londres                                      | Inglés                                       | John Stevens                                 |                                    |
| 1726                                         | Madrid                                       | Castellano                                   |                                              | Notas de Andrés González Barcia    |
| 1728                                         | Amberes                                      | Castellano                                   | Juan Bautista Verdussen                      | Láminas de Teodoro Bry             |
| 1729-30                                      | Madrid                                       | Castellano                                   |                                              |                                    |
| 1743                                         | Londres                                      | Inglés                                       | John Stevens                                 |                                    |
| 1934-57                                      | Madrid                                       | Castellano                                   | Real Academia de la Historia.                | Prólogo de Antonio Ballesteros-B.  |
| 1944-45                                      | Asunción Buenos Aires Guaranía               | Castellano                                   |                                              | Prólogo de J. Natalicio González.  |
| 1991                                         | Madrid                                       | Castellano                                   | U. Complutense de Madrid.                    | Estudio de Mariano Cuesta Domingo. |

## Primeras ediciones
Décadas publicadas en 1601 (la imagen enlaza al libro completo en PDF):
|  |  |  |  |

Décadas publicadas en 1615:
|  |  |  |  |